# イオンモール秋田
イオンモール秋田（イオンモールあきた）は、秋田新都心開発整備事業の中核商業施設として秋田県秋田市御所野の御所野ニュータウン内に所在する、秋田県では最大規模のショッピングセンター。イオンモール株式会社が運営している。

## 概要
1990年7月、地域振興整備公団（現在の独立行政法人都市再生機構）と秋田県、秋田市が協力して進められた、秋田新都市開発整備事業の商業エリア「タウンセンター」に、イオン興産（現在のイオンモール）が出店を表明。米国最大手ディベロッパー会社「JMB社」にショッピングセンターの店舗コンセプトと基本デザインを依頼。
1993年9月10日にジャスコ御所野店（ジャスコごしょのてん）を核店舗として、イオン秋田ショッピングセンターはオープンした。開店前には経法大生と会社員の4人組を先頭に約2千人が並び、9時開店の合図と共に店内になだれ込んだ。県道秋田昭和線（通称横山金足線）は2kmに渡りノロノロ運転となり、秋田署員約40人を動員し、付近の交通整理をした。また、警備員80人が駐車場内の整理に当たった。
1994年3月、ジャスコと中三にて業務・資本提携に合意。イオン興産と共に、リジョーナルショッピングセンター（広域商圏対応型ショッピングセンター）の核店舗となる、郊外型百貨店業態を開発。1997年1月より、百貨店の建設を開始。同時に、専門店街3階屋内駐車場を商業スペースに増改築し、ジャスコ御所野店も大改装を実施。1997年10月に中三秋田店がオープン。当時としては、イオングループ最大級の2核1モール型リージョナルショッピングセンターになった。
2001年12月には、東宝東部興行（現・TOHOシネマズ）が運営する「イオン秋田・TOHOシネタウン」（現在のTOHOシネマズ秋田）がオープンした。
2005年9月には、専門店街1階北側の一部店舗やバックヤード、トラックヤードなどを改築し、レストラン街を拡張。新たに10店が出店した。
2009年4月、前年10月に閉店した中三秋田店部分を専門店街「ウエストモール」に改装すると共に、3階に多目的ホール「イオンホール」を新設。ウエストモールに隣接して700台収容の立体駐車場を増設。フードコートを2階から3階の旧アイビーボウル跡地に移転。新たに31店が出店した。
2016年、買い物客のニーズの変化や多様性に応え、集客力強化を目的に1月より改装工事を実施。3月より順次オープンし、4月22日にリニューアルグランドオープンした。新たに36店が出店した。同時にイオン御所野店も開業以来最大の改装を実施。3月18日にイオンスタイル御所野としてオープンした。
2023年4月、開業30周年を記念してリニューアルオープン。17店が新規出店、8店が館内移転、27店が改装した。これに合わせて、1階レストラン街は「こまちダイニング」に改称。セントラルコートには立体映像を放映できる、大型LEDビジョンを設置した。

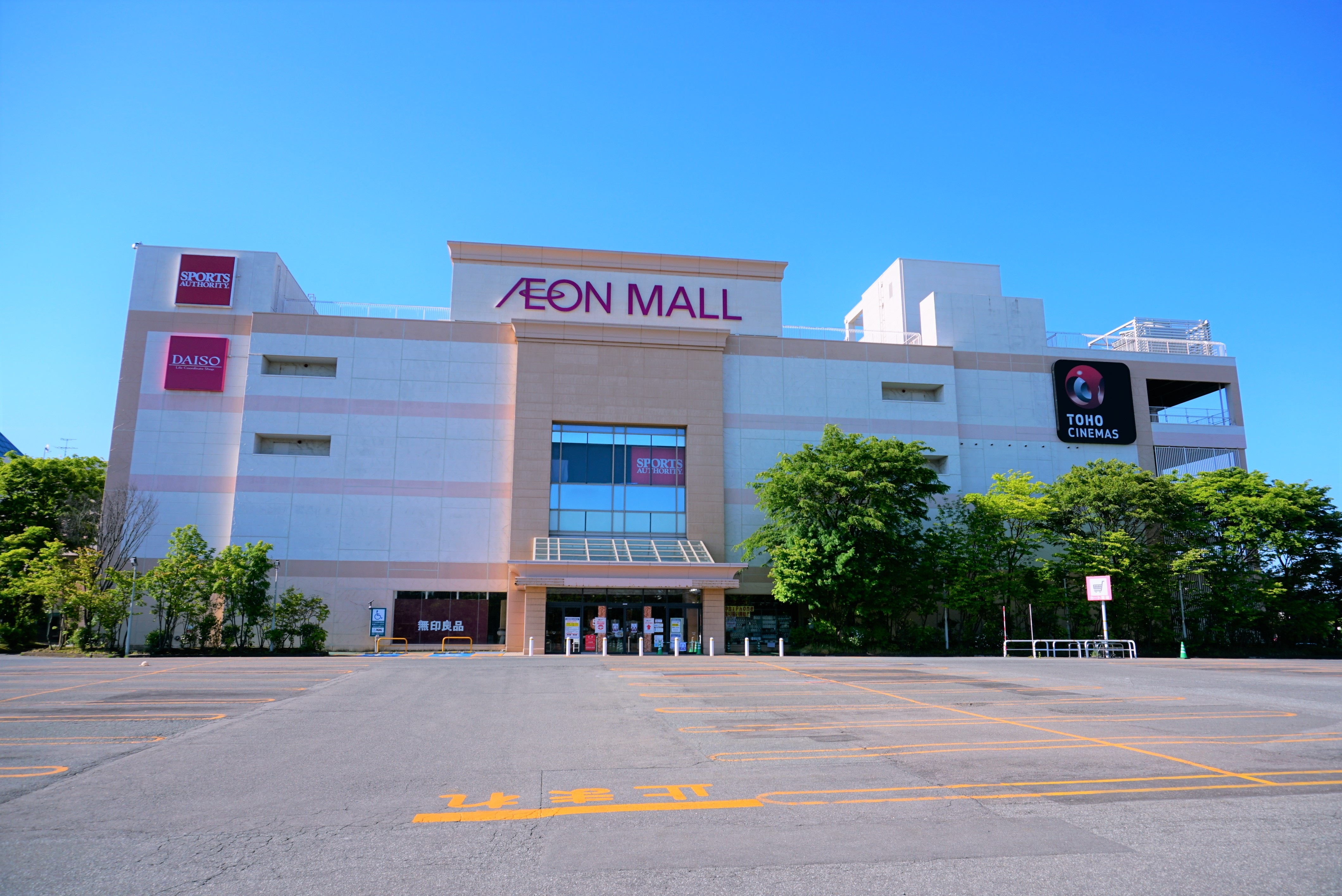
ウエストモール（2020年5月）
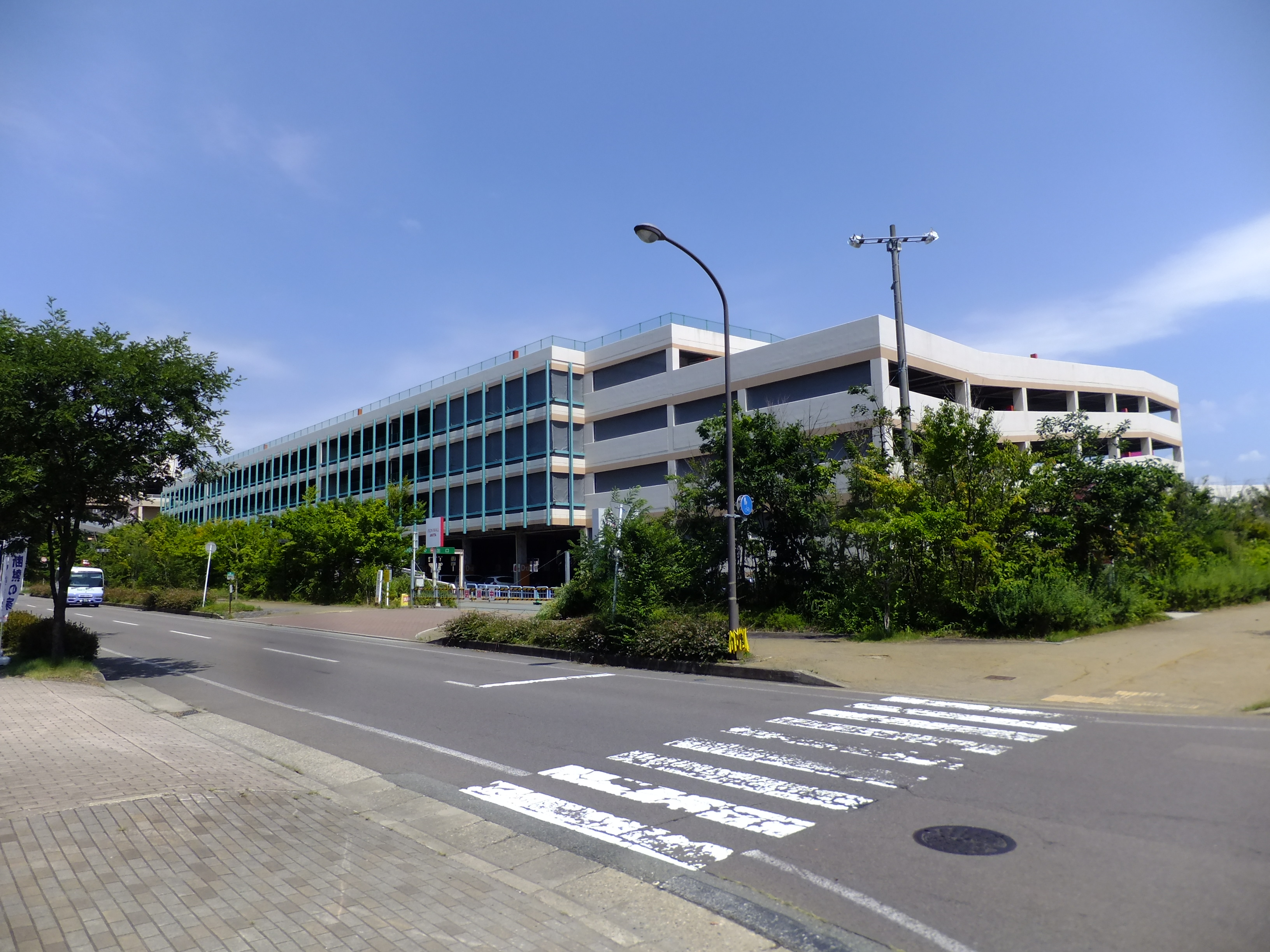
南立体駐車場 （2012年8月）
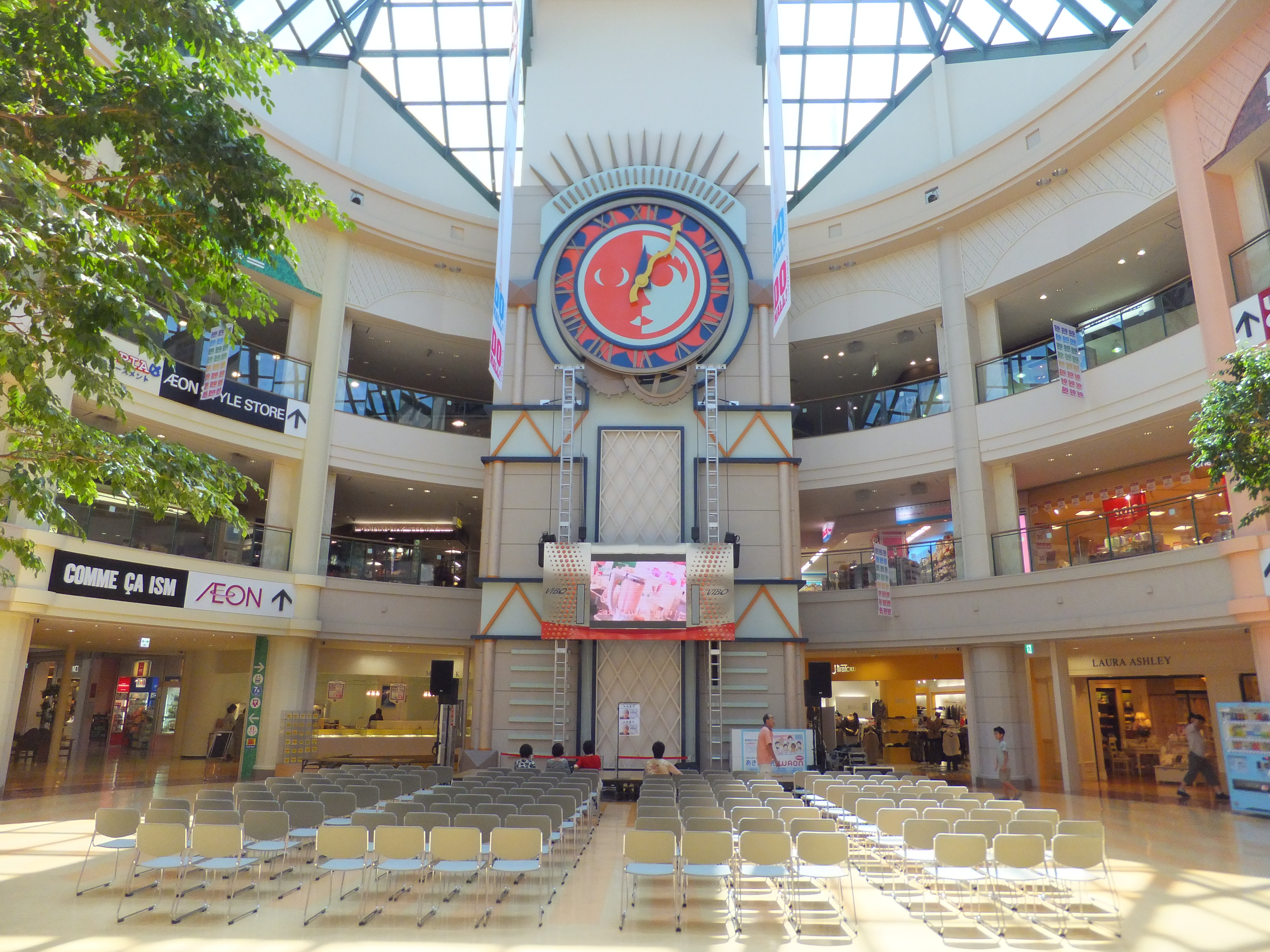
セントラルコート （リニューアル前・2012年8月）

## TOHOシネマズ秋田
イオンでは、さらなる集客増を図るためシネマコンプレックスの誘致を計画した。先にイオン下田ショッピングセンター（現・イオンモール下田）に出店していた東宝東部興行が出店を表明。イオンがシネマ棟を建設し、2001年12月に秋田県における初めての本格的なシネマコンプレックスとして「イオン秋田・TOHOシネタウン」（イオンあきた・トウホウシネタウン）がオープンした。
1996年に秋田市南通亀の町の「プレイタウンビル」4階にあった秋田東宝が閉館した後、秋田フォーラス内にある「シネマパレ」が東宝作品の封切館であったが、当館の開業により東宝作品の封切館も移行し、同館はミニシアター館となった。
2008年6月に大規模な改装工事を行い、「TOHOシネマズ秋田」（トウホウシネマズあきた）に改称しリニューアルオープン。これにより全席指定席となり、TOHOシネマズが行っていた「シネマイレージ」やインターネットチケット販売「Vit」、「ママズクラブシアター」も導入された。
2009年にはデジタルシネマ機器を導入。12月5日公開の『カールじいさんの空飛ぶ家』から、3D映画も公開されるようになった。
2020年10月16日公開の『劇場版 鬼滅の刃 無限列車編』では、当日16日は当館始まって以来の5スクリーン、29回上映で対応した。
| スクリーン | 定員（座席数） | 車椅子席 | Size(m) | Size(m) | 備考 |
| スクリーン | 定員（座席数） | 車椅子席 | 縦      | 横      | 備考 |
| ---------- | -------------- | -------- | ------- | ------- | ---- |
| SCREEN 1   | 347            | 4        | 5.2     | 12.3    |      |
| SCREEN 2   | 424            | 4        | 5.5     | 13.3    |      |
| SCREEN 3   | 117            | 2        | 4.0     | 7.5     |      |
| SCREEN 4   | 143            | 2        | 4.4     | 8.2     |      |
| SCREEN 5   | 185            | 2        | 4.7     | 8.7     |      |
| SCREEN 6   | 143            | 2        | 4.4     | 8.2     |      |
| SCREEN 7   | 185            | 2        | 4.7     | 8.7     |      |
| SCREEN 8   | 117            | 2        | 3.9     | 7.3     |      |

## 中三秋田店
1994年3月、ジャスコと中三は業務・資本提携に合意。両者にてリージョナルショッピングセンターの核店舗となる、新たな百貨店業態を開発していくことになった。
提携1号店としてイオン興産が開発していたイオン下田ショッピングセンター（現在のイオンモール下田:以下 下田SC）が計画され、両者のプロジェクトが進行した。しかし、提携1号店は下田SCから秋田に変更。1997年10月にイオン秋田ショッピングセンターの2つ目の核店舗として中三秋田店はオープンした。
中三は1971年、秋田市中通二丁目の土地を買収。百貨店を建設する予定であったが、1972年に出店を断念している。出店断念から25年にして、ようやく秋田市進出が実現した。
中三秋田店（愛称として秋田中三）は郊外型百貨店の実験店舗的役割があったが、地元商工会からのクレームで当初より食品売場を設けなかったことや秋田県での知名度不足などで集客が思うように伸びなかった。成功すれば下田SCへの提携2号店の出店を計画していたが、この店舗で苦戦を強いられ、事実上断念に追い込まれている。
その後、初売りの豪華福袋や「味な北海道展」「横浜中華街展」「全国味百撰」の定期的開催、ユニクロなどの有力テナント誘致、外商部の営業力強化などによって集客や知名度も上がり2004年8月期には49億9200万円の売上を計上したが、消費低迷などにより売上は減少し一度も赤字を脱却することなく、2008年10月20日に閉店した。
2008年10月25日から2009年1月12日まで、ユニクロなど1階・2階のテナントの一部は専門店街「ウエストモール」として営業継続された。その後、改装工事が行われ既存の専門店の一部と旧・中三秋田店を「ウエストモール」として、2009年4月24日にリニューアルオープンした。
秋田テレビアンテナショップ「AKT情報局〜NAKASAN〜」が秋田拠点センターアルヴェから、2005年9月16日に中三秋田店1階に移転した。しかし、中三秋田店の閉店に伴い、アンテナショップはAKTハウジングセンター（秋田テレビ住宅展示場）内に2008年10月27日に移転している。
2024年8月29日、株式会社中三は青森地方裁判所弘前支部に破産を申し立て、破産手続開始の決定を受けた。負債総額は約9億円。新型コロナウイルスなどの影響により、業績が低迷していた。

## 沿革
- 1990年（平成2年）7月19日 - イオン興産が御所野ニュータウンの商業用地に出店を表明[15]。
- 1993年（平成5年）9月10日 - 「イオン秋田ショッピングセンター」オープン[4]。
- 1994年（平成6年）3月23日 - ジャスコ株式会社と株式会社中三にて業務・資本提携[16]。
- 1995年（平成7年）9月 - 専門店街1階に、株式会社やまやジャスコの第1号店となる「やまや御所野店[注釈 1]」オープン[17]。
- 1997年（平成9年）
  - 1月1日 - 初の元日営業を実施[18]。
  - 9月8日-30日 - レストラン街など一部の専門店を除き、改装工事のため専門店街が休業。
  - 9月15日-30日 - 改装工事のため、レストラン街と「ジャスコ御所野店」が休業。
  - 10月1日-2日 - 「中三秋田店」ソフトオープン。「イオン秋田ショッピングセンター」リニューアルソフトオープン
  - 10月3日 - 「中三秋田店」オープン。「イオン秋田ショッピングセンター」リニューアルオープン[19]。
- 1998年（平成10年）9月12日-10月16日 - 駐車場内にてポップサーカス秋田公演を開催。
- 1999年（平成11年） - ジャスコ東北カンパニー東北第一事業部[注釈 2]が、秋田市中通六丁目から「ジャスコ御所野店」に移転。
- 2001年（平成13年）
  - 6月21日 - イオン興産株式会社がイオンモール株式会社に商号変更。
  - 8月21日 - ジャスコ株式会社がイオン株式会社に商号変更[20]。
  - 12月22日 - 「イオン秋田・TOHOシネタウン」オープン。運営は東宝東部興行。
- 2002年（平成14年）
  - 3月1日 - 会社合併により、「イオン秋田・TOHOシネタウン」の運営が東宝東日本興行になる。
  - 7月21日 - 「ジャスコ御所野店」3階書籍売場を株式会社ブックバーンに移管。「未来屋書店御所野」としてオープン[21]。
- 2003年（平成15年）
  - 9月1日 - 御所野地区にて秋田市総合防災訓練が行われ、「中三秋田店」屋上にてはしご車やヘリコプターを使っての救出訓練を実施[22]。
  - 10月21日 - 翌年10月20日までの期間限定で、ジャスコ御所野店に「お客さま副店長」2人が就任[23]。
- 2004年（平成16年）11月1日 - 翌年10月20日までの期間限定で、ジャスコ御所野店に「お客さま副店長」が就任[24]。
- 2005年（平成17年）
  - 5月8日 - 閉店後、レストラン街増床工事を開始。
  - 7月15日 - 専門店街1階に「カルディコーヒーファーム秋田店」オープン。
  - 7月17日 - 専門店街1階に「紅虎餃子房イオン秋田店」など4店舗がオープン。
  - 7月21日 - 専門店街1階に「スターバックスコーヒーイオン秋田ショッピングセンター店」など5店舗がオープン。
  - 11月3日 - 翌年10月20日までの期間限定で、ジャスコ御所野店に「お客さま副店長」が就任[25]。
- 2006年（平成18年）
  - 3月27日 - イオン北日本カンパニー秋田事業部が、同社北日本カンパニー秋田・山形事業部に組織変更[26]。
  - 5月24日 - 秋田市、イオン秋田ショッピングセンターおよびジャスコ御所野店にて、災害時における応急生活物資の供給等に関する協定を締結[27]。
- 2007年（平成19年）
  - 3月31日-4月7日 - 大型商業施設かつイオン株式会社としては全国初となる[28][29]、秋田県議会議員選挙の期日前投票所を開設[30]。
  - 9月14日 - イオン北日本カンパニーが同社東北カンパニーに改称[31]。
  - 9月22日 - 「イオン秋田ショッピングセンター」を「イオンモール秋田」に改称[32]。
- 2008年（平成20年）
  - 3月1日 - 会社合併により、「イオン秋田・TOHOシネタウン」の運営がTOHOシネマズになる。
  - 4月11日 - 中三が「中三秋田店」の閉店を発表[12]。
  - 4月20日 - 「アイビーボウル秋田」閉店。
  - 5月31日-6月5日 - 改装工事のため、「イオン秋田・TOHOシネタウン」が休業。
  - 6月6日 - 「イオン秋田・TOHOシネタウン」を「TOHOシネマズ秋田」に改称し、リニューアルオープン。
  - 8月21日 - イオン株式会社の純粋持株会社移行により、イオンリテール株式会社が小売事業部門を継承[33]。
  - 10月20日 - 「中三秋田店」閉店[34]。
- 2009年（平成21年）
  - 4月23日 - 「ウエストモール」内覧会。
  - 4月24日 - 「ウエストモール」リニューアルグランドオープン[35]。
  - 5月5日 - 北都銀行御所野支店が秋田県で初めてのインストアブランチ店舗に転換。
  - 10月30日 - リニューアルオープン[36]。
  - 11月1日 - ヤマト運輸秋田主管支店にて、専門店街およびTOHOシネマズ秋田の館内物流業務を開始。
- 2010年（平成22年）2月16日 - 秋田県とイオングループ5社[注釈 3]にて､災害時における生活必需物資の供給に関する協定を締結[37]。
- 2011年（平成23年）
  - 2月21日 - イオンリテール東北カンパニー秋田・山形事業部が、同社東北カンパニー秋田事業部に組織変更[38]。
  - 3月1日 - 「ジャスコ御所野店」を「イオン御所野店」に改称。
  - 3月11日 - 東北地方太平洋沖地震（東日本大震災）発生に伴う停電のため、以降の営業を全館休止。
  - 3月12日 - 非常用電源により「イオン御所野店」食品売場の営業を再開。
  - 3月17日 - 一部専門店を除く専門店街および「イオン御所野店」1階・2階・3階の営業を正午より再開。
  - 3月26日 - 「TOHOシネマズ秋田」の営業を再開。
  - 4月1日 - 秋田中央交通が新都市交通広場停留所をイオンモール秋田停留所に、御所野ジャスコ前停留所をイオン御所野店前停留所に改称。
  - 4月8日 - 前日発生した東北地方太平洋沖地震の余震による停電のため、専門店街および「イオン御所野店」の営業を午後3時より開始。
  - 5月 - イオンリテール東北カンパニー秋田事業部が「イオン大曲店」に移転。
  - 6月14日 - 秋田県とイオン株式会社にて、11項目からなる「連携と協力に関する包括協定」を締結[39][40]。
  - 6月30日 - 「あきた元気!WAON」の販売を開始[39]。
- 2012年（平成24年）
  - 6月1日 - 「TOHOシネマズ秋田」チケットカウンターを自動券売機に変更[41]。
  - 10月7日 - イオンモール秋田が、秋田市から「秋田市事業系一般廃棄物減量等優良事業者」として表彰[42]。
  - 10月29日 - 専門店街の営業時間を変更（10:00～22:00→09:00～21:00）。
- 2014年（平成26年）4月1日 - 消費税増税に伴い「TOHOシネマズ秋田」TOHOシネマズデイ、ファーストデイ、レディースデイ、メンズデイ、レイトショー、シニア割引（¥1,000→¥1,100）およびカップルデイ、夫婦50割引（¥2,000→¥2,200）の料金を改定[43]。
- 2016年（平成28年）
  - 3月1日 - 「イオン御所野店」1階・2階・3階の営業時間を変更（09:00～22:00→09:00～21:00）。
  - 3月4日 - 「イオンモール秋田」第1期リニューアルオープン。
  - 3月13日 - 北都銀行御所野支店に、県内金融機関としては初となるPepperを導入[44]。
  - 3月14日-17日 - 改装工事のため「イオン御所野店」3階が休業。
  - 3月15日-17日 - 改装工事のため「イオン御所野店」1階・2階が休業。
  - 3月16日-17日 - 改装工事のため「イオン御所野店」全館が休業。
  - 3月18日 - 「イオン御所野店」が「イオンスタイル御所野」としてリニューアルオープン[6]。
  - 3月25日 - 「イオンモール秋田」第2期リニューアルオープン[6]。
  - 4月22日 - 「イオンモール秋田」リニューアルグランドオープン[6]。
  - 7月1日 - 「TOHOシネマズ秋田」一般料金を全劇場共通に統一（¥1,700→¥1,800）。レイトショー割引料金を改定（¥1,100→¥1,300）。メンズデイおよびカップルデイを廃止[45]。
- 2019年（平成31年/令和元年）
  - 2月6日 - イオンモール秋田が、秋田市から「平成30年度秋田市事業系一般廃棄物減量等優良事業者」として表彰[46]。
  - 6月1日 - 「TOHOシネマズ秋田」一般料金（¥1,800→¥1,900）およびシニア、ファーストデイ、レディースデイ、TOHOシネマズデイ（¥1,100→¥1,200）、夫婦50割引（¥2,200→¥2,400）の料金を改定[47]。
  - 10月12日 - 台風19号接近に伴い、「TOHOシネマズ秋田」が臨時休業。専門店街は営業時間を短縮（09:00～21:00→09:00～20:00）。
- 2020年（令和2年）
  - 2月7日 - イオンモール秋田およびイオンスタイル御所野が、秋田市から「令和元年度秋田市事業系一般廃棄物減量等優良事業者」として表彰[48]。
  - 3月1日 - イオン東北株式会社発足[49]に伴い、「イオンスタイル御所野」食品売場をイオン東北に移管。
  - 3月3日-15日 - 新型コロナウイルスの感染拡大を受け、専門店街の営業時間を短縮（09:00～21:00→11:00～20:00）[50]。
  - 4月18日 - 政府の緊急事態宣言全国拡大を受け、当面の間、北都銀行御所野支店を除く専門店街および「TOHOシネマズ秋田」が臨時休業[51][52]。
  - 4月25日-5月31日 - 「イオンスタイル御所野」1階・2階・3階の営業時間を短縮（09:00～21:00→09:00～20:00）[53]。
  - 5月13日 - 専門店街の営業を再開。当面の間、営業時間を短縮（09:00～21:00→専門店街10:00～19:00 レストラン街11:00～20:00）[54]。
  - 5月22日 - 「TOHOシネマズ秋田」の営業を再開[55]。
  - 6月15日 - 専門店街の営業時間を変更（専門店街10:00～19:00 レストラン街11:00～20:00→10:00～21:00）[56]。

- 2021年（令和3年）

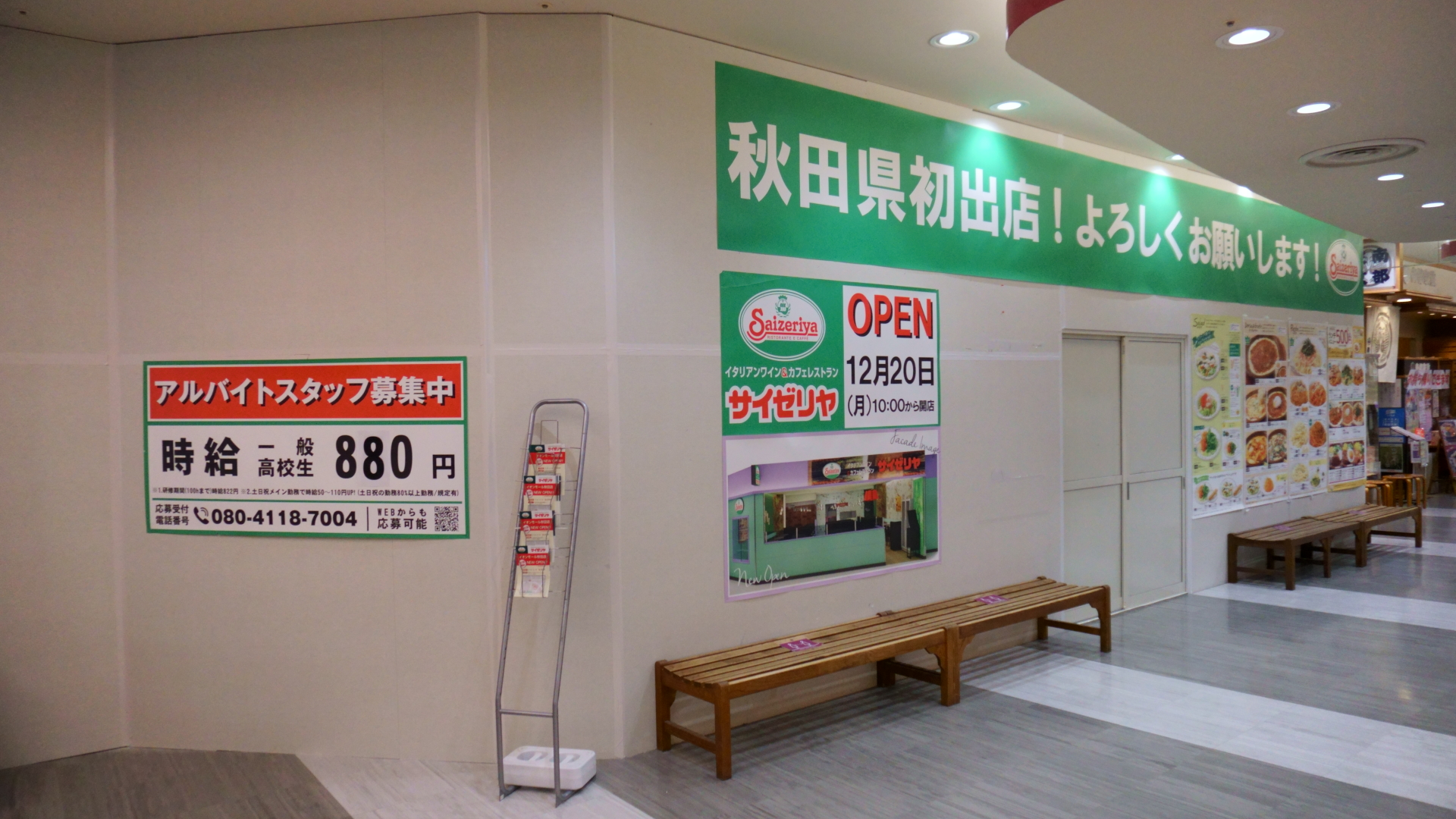
秋田県内1号店のサイゼリヤ出店準備スペース（2021年11月）

  - 2月9日 - イオンモール秋田およびイオンスタイル御所野が、秋田市から「令和2年度秋田市事業系一般廃棄物減量等優良事業者」として表彰[57]。
  - 7月13日 - この日をもって、「TOHOシネマズ秋田」TOHOシネマズデイ、レディースデイ、夫婦50割引を終了[58]。
  - 7月14日 - 「TOHOシネマズ秋田」TOHOウェンズデイを開始[58]。
  - 8月16日 - 東京パラリンピック開幕を控え、県内25市町村で採火された火を一つにする集火式と、一つになった火を東京に送り出す出立式をイオンモール秋田にて挙行[59]。
  - 9月1日 - イオン東北とイオンリテール東北事業本部の統合[60][61]に伴い、「イオンスタイル御所野」の管理・運営および衣料、住居余暇、H&BC各売場をイオン東北に移管。辻政信イオン東北社長がイオンスタイル御所野にて記者会見を開く[62]。
  - 9月10日 - 「イオンスタイル御所野」食品売場リニューアルオープン[63]
  - 11月2日 - 「TOHOシネマズ秋田」レイトショー割引料金を改定（¥1,300→¥1,400）[64]。
  - 12月20日 - 秋田県内初出店となる「サイゼリヤ」オープン[65]。
- 2022年（令和4年）
  - 2月9日 - イオンモール秋田が、秋田市から「令和3年度秋田市事業系一般廃棄物減量等優良事業者」として表彰[66]。
  - 11月7日 - 秋田東警察署員や県警警備部機動隊、従業員、警備員など約20人にて、テロ対策訓練を実施[67]。
- 2023年（令和5年）
  - 1月 - 警察業務に協力（テロ対策に協力）したとして、秋田東警察署からイオンモール秋田に感謝状を贈呈[68]。
  - 4月28日 - 開業30周年を記念してリニューアルオープン[7]。
  - 6月1日 - 「TOHOシネマズ秋田」一般料金（¥1,900→¥2,000）およびTOHOウェンズデイ、ファーストデイ、シニア（¥1,200→¥1,300）、レイトショー割引（¥1,400→¥1,500）の料金を改定[69]。
  - 6月12日 - 新型コロナウイルス感染拡大に伴いサービスを停止していた「イオンラウンジ」が営業を再開。
  - 6月19日 - 秋田大学とイオンモール株式会社にて、産学連携協力に関する覚書を締結[70]。イオンモール秋田にて調印式を開催[70]。
  - 7月15日 - 県内記録的大雨の影響により「TOHOシネマズ秋田」を除き全館午後5時にて閉店。
  - 7月16日 - 県内記録的大雨の影響により「TOHOシネマズ秋田」のみ臨時休業[71]。

- 2024年（令和6年）

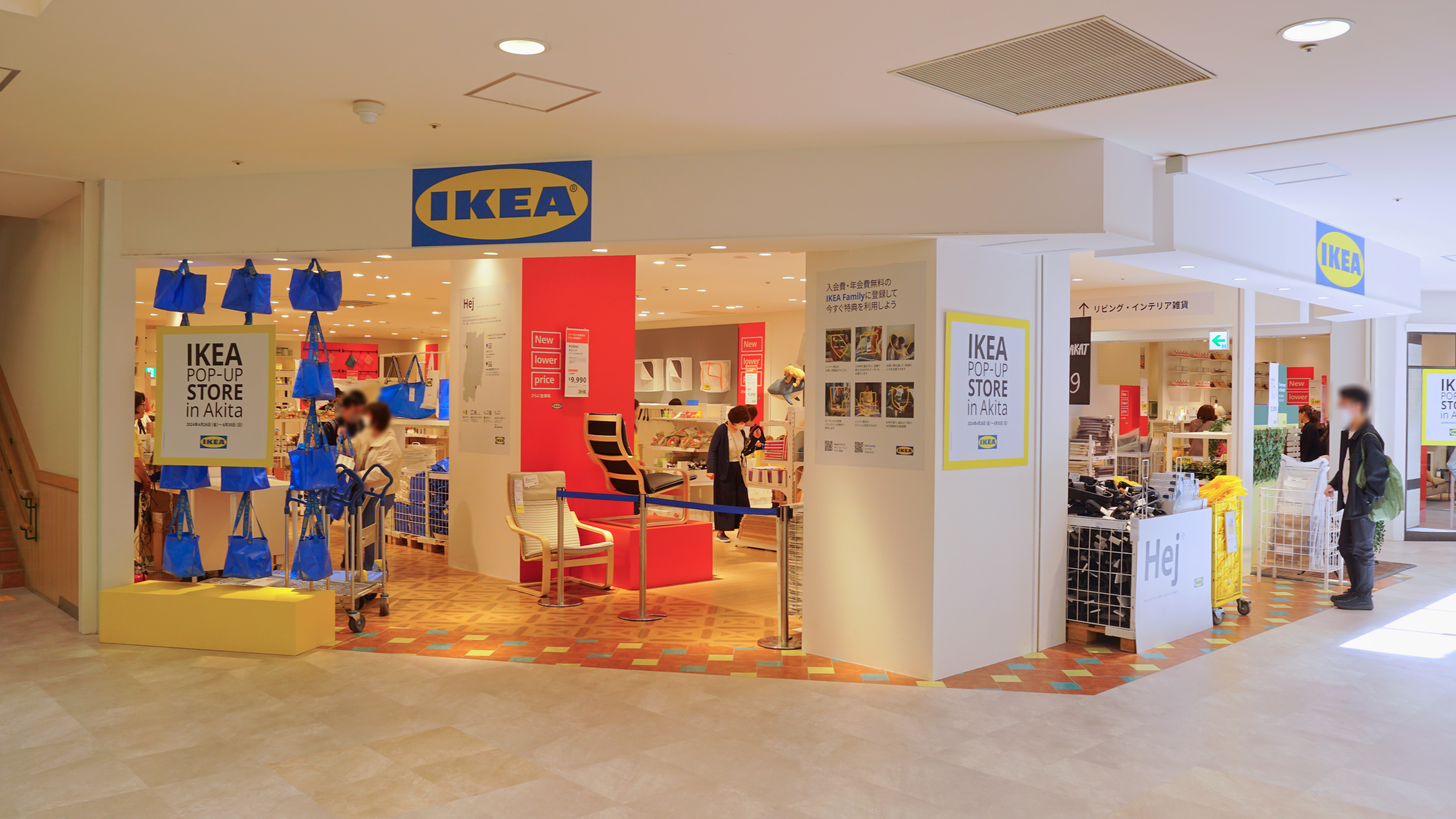
IKEAポップアップストアin秋田

  - 1月27日 - イオンスタイル御所野で開かれてる物産展「愛媛県フェア」のPRイベントに、中村時広愛媛県知事と佐竹敬久秋田県知事、辻政信イオン東北社長が出席[72][73]。
  - 2月1日 - 秋田東警察署員や従業員などにて、不審者対応訓練を実施[74]。
  - 2月8日 - イオンスタイル御所野が、秋田市から「令和5年度秋田市事業系一般廃棄物減量等優良事業者」として表彰[75]。
  - 2月29日 - 秋田ノーザンハピネッツ、ブラウブリッツ秋田とイオンモール株式会社にて、地域振興に取り組むことを目的とした包括連携協力に関する覚書を締結[76]。イオンモール秋田にて調印式を開催[76]。
  - 4月26日 - 6月30日までの期間限定で、県内初となる2階「IKEAポップアップストア in 秋田」オープン[77]。
  - 7月20日 - イオン東北と秋田大学医学部保健学科が共同開発した、古代米や五穀米を使ったおにぎりの販売に合わせて、イオンスタイル御所野にて販売イベントを開催[78]。
  - 9月8日 - 秋田大とイオンモールが締結した産学連携協力に関する覚書に基づき、「秋田健康フェスタ」を開催[79]。
  - 10月15日 - 北都銀行御所野支店が、ブランチインブランチ方式により同行秋田南支店に移転[80]。
- 2025年（令和7年）6月22日 - イオンスタイル御所野にて、政府との随意契約による備蓄米1500袋（1袋5キロ）を販売[81]。午前8時の開店までにおよそ400人が並ぶ[81]。午後9時までに約1250袋が売れた[82]。

## 主なテナント
出店テナント全店の一覧・詳細情報は公式サイト「ショップガイド」を、営業時間およびATMを設置する金融機関の詳細は公式サイト「営業時間・サービス案内」を参照。

## アクセス

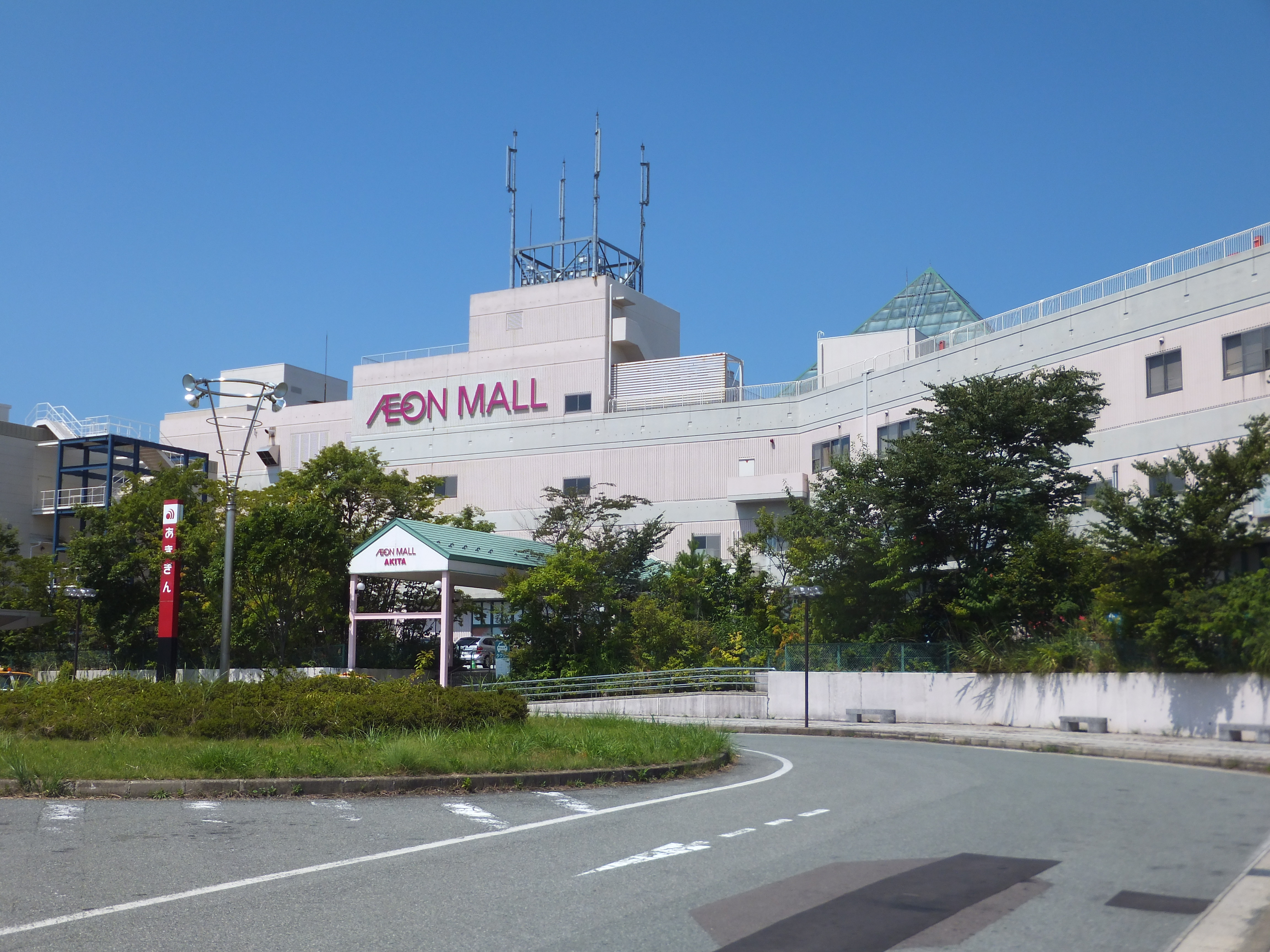
イオンモール秋田（旧称・新都市交通広場）停留所。国際教養大学へのアクセスバス等がここから発着する。

### 鉄道
- 奥羽本線 四ツ小屋駅より徒歩20分。

### 路線バス

#### 秋田中央交通
（イオンモール秋田、御所野小学校入口、イオン御所野店前、中央シルバーエリア入口、御所野学院入口、秋田テルサ各停留所より乗降可能）
- 秋田駅東口より
  - 400
- 秋田駅西口より
  - 513
- 国際教養大学より
  - 御所野線

#### 秋北バス
- （高速バス）能代 - 秋田線

#### 秋田市マイタウン・バス南部線(高尾ハイヤーによる運行)
- 西ノ又 発
  - 雄和地域 Aコース
- 中ノ沢公民館 発
  - 雄和地域 Bコース
- 岩見三内 発
  - 河辺地域 Aコース

その他無料シャトルバスを運行している。運転日と時刻についてはバス・電車のアクセスを参照 

### 自家用車
- 秋田自動車道 秋田南ICから車で約5分。
- 日本海東北自動車道 秋田空港ICから車で約10分。
  - 駐車場については公式サイト「車のアクセス」を参照。